# Chien de Canaan
Pour les articles homonymes, voir Canaan.
Le Chien de Canaan  est une race de chien originaire de la région du Levant. Il fait partie des chiens parias, et on le retrouve en Israël, en Jordanie, au Liban et dans la péninsule du Sinaï. Cette race était jadis utilisée pour surveiller les troupeaux et les maisons. Dressé par les militaires comme messager et chien sauveteur, il est aussi bon chien d'aveugles.
Au XXIe siècle, on en retrouve à l'état naturel dans le désert du Néguev, en Israël.

## Historique

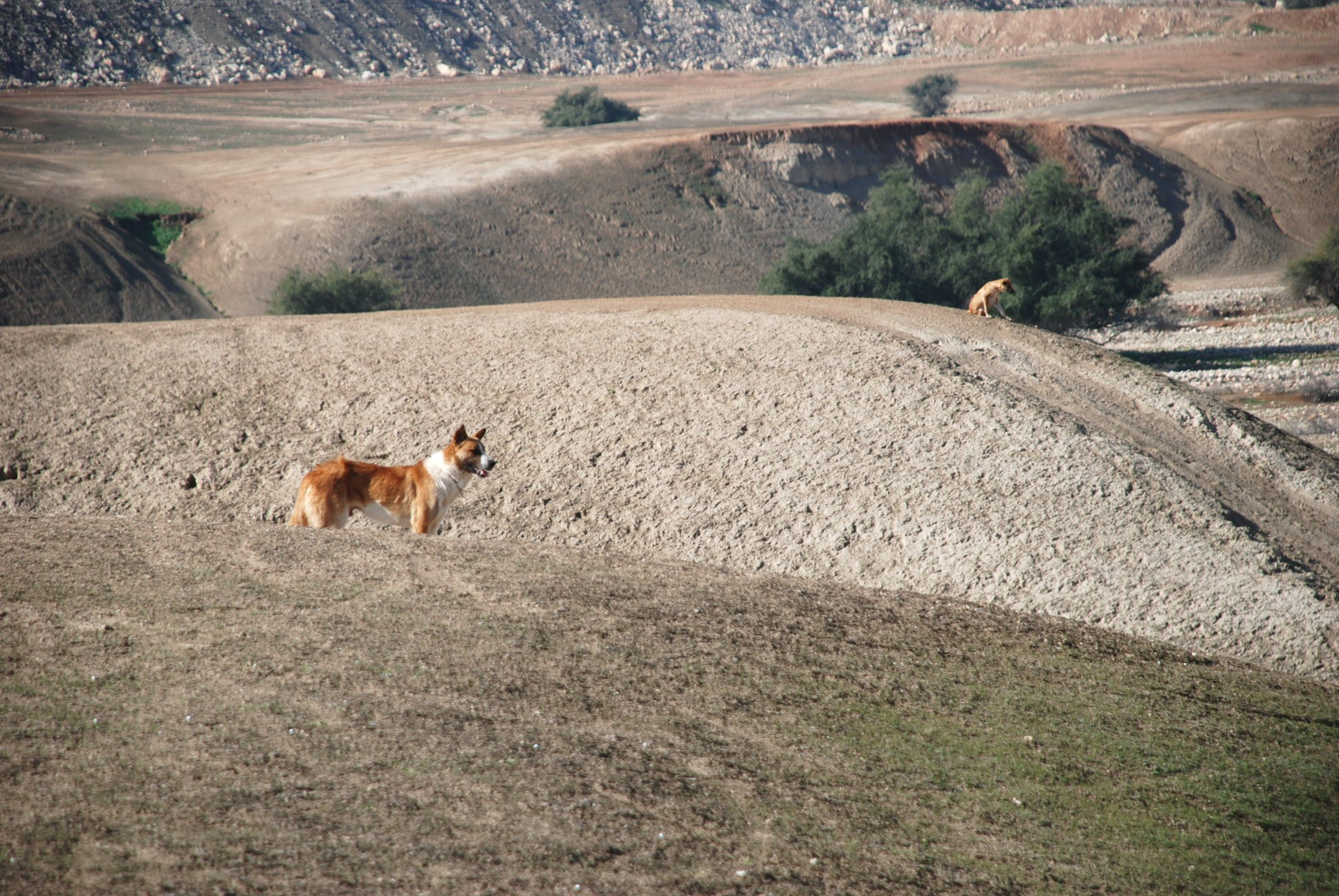
Le chien de Canaan est adapté à la vie dans le désert.

Connu depuis l'époque de la Bible en terre d'Israël, il apparaît sur des fresques de sites archéologiques.
Le chien de Canaan est un chien primitif, ce qui signifie que son évolution n'a pas été contrôlée et dirigée par l'homme, mais sous l'influence de la sélection naturelle. Cette race s'est adaptée au climat et à la topographie d'Israël. Il s'agit d'un chien paria qui vit encore à l'état semi-sauvage en marge de la société dans son pays d'origine. 
La professeur Rudolphina Menzel a commencé la sélection rigoureuse du chien de Canaan après la création de l'État d'Israël. En 1965, la race est exportée aux États-Unis, puis au Royaume-Uni et en Italie. Un an plus tard, la Fédération cynologique internationale reconnaît le premier standard de la race. À la mort du Pr Menzel, l'éleveuse israélienne Myrna Shiboleth continue le développement de la race en introduisant régulièrement de nouveaux sujets prélevés dans leur milieu naturel par les bédouins druzes.
Dans les années 1950, le chien cananéen a été reconnu comme une race nationale de l'État d'Israël. 
Des initiatives en Israël, tentent de préserver la race alors que la majorité des chiens bédouins se sont mélangés avec d'autres races.

## Standard

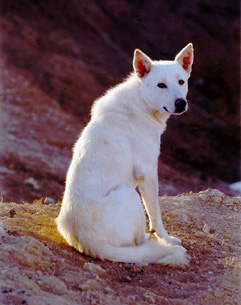
Un chien de Canaan blanc.

Le chien de Canaan est un chien de taille moyenne, inscriptible dans un carré, de type spitz. Le dimorphisme sexuel est marqué. La queue est recourbée sur le dos. La tête est en forme de cône tronqué, avec des oreilles triangulaires dressées et attachées bas. Les yeux sont en forme d’amande, légèrement obliques et de couleur brun foncé.
Le poil de couverture est serré, dur et droit, plutôt court avec un sous-poil dense qui s'épaissit en hiver. Les couleurs de la robe autorisées sont le sable à rouge-brun, le blanc, le noir ou panaché, avec ou sans masque. Les couleurs rappelant celle du désert sont les plus typiques de la race. Un masque noir et des marques blanches sont admises dans toutes les couleurs. Les couleurs gris, bringé, noir et feu ou tricolore ne sont pas admises.

## Caractère
Le chien de Canaan est décrit dans le standard FCI comme un chien particulièrement vigilant, docile et facile à éduquer. Sa vigilance instinctive est fondamentale pour sa survie dans son berceau d'origine.

## Utilité
Le chien de Canaan peut être utilisé pour son flair, en pistage ou recherche utilitaire. C'est un excellent gardien et chien de compagnie.

## Élevage
Toilettage régulier avec une brosse et un peigne.
C'est un chien rustique qui préfère la vie en zone rurale. La vie en ville doit s'accompagner de longues promenades.
L'éducation doit être réalisée en souplesse, sans brusquerie mais avec fermeté. 